# Martin Anton von Puttkamer
Martin Anton von Puttkamer (* 14. August 1698 in Barnow; † 9. September 1782 auf Gut Gutwohne bei Oels) war ein preußischer Generalmajor und Erbherr auf Gutwohne.

## Leben
Er ging in preußische Dienste und wurde am 12. Januar 1715 Fähnrich im Infanterie-Regiment Nr. 24 (Schwendy).
Er bekam die Genehmigung des Statthalters von Schlesien, Graf von Schafgoth, dort Werbung zu machen, was er sehr erfolgreich tat. Dadurch erregte er die Aufmerksamkeit von König Friedrich Wilhelm, der ihn zum Hauptmann machte. Am 30. August 1737 erhob der König ihn zum Freiherren, als er eine schlesische Baronesse heiraten wollte.
König Friedrich II. machte ihn zum Kommandeur des Füsilier-Regiments. Am 18. Juli 1745 wurde er Oberst. 1741 kommandierte er bereits als Major ein Grenadierbataillon, das aus den Grenadierkompanien des Füsilier-Regiments bestand. Mit denen operierte er in den schlesischen Kriegen sehr erfolgreich. 1742 wurde er Kommandeur des Infanterie-Regiments Nr. 42, 1748 erhielt er das Incolat in Schlesien.
Im September 1750 erhielt er auf seinen Antrag seine Entlassung mit Generalmajorscharakter. Er ging als vom König hoch geschätzt auf seine Güter, wo er 1782 starb.
Er war formell Erbe des väterlichen Rittergutes Herrenhaus Reinfeld B.

## Familie
Martin Anton von Puttkamer entstammte dem namhaften, in Pommern schlossgesessenen Adelsgeschlecht derer von Puttkamer. Seine Eltern waren der Erbherr auf Waldau, Barnow und Reinfeld, sowie 1/2 Wobeser und Anteil Alt Kolziglow Henning Brand von Puttkamer (* 6. Mai 1641; † 2. Februar 1720) und  die Barbara Marie von Puttkamer (* 7. April 1670; † 18. Februar 1750) aus dem Haus Zettin.
Er war mit Helene Dorothea von Schönaich verheiratet. Das Paar hatte einen Sohn und zwei Töchter, die beide früh starben.